# Komska župa
Komska župa, srednjovjekovna humska župa. 
Nalazila se na području Glavatičeva. Na zapadu je graničila sa župom Neretvom. Crta je išla Boračkim jezerom te kanjonom rijeke Šištice i Rakitnice.
U davnim vremenima pripadala je Podgorju. Pop Dukljanin je u Ljetopisu zabilježio da je kralj Predimir svojim četirima sinovima podijelio državu, a Podgorje je pripalo namlađem Svevladu. Od 12. stoljeća, otkad datira najstariji pisani spomen Koma, pa sve do osmanskih razaranja bio je to razvijeni, prometno, gospodarski, vojno i kulturno važno područje. Župa je nazvana po središtu, starom gradu Komu, smještenu na teško prohodnom vrhu planinskog grebena iznad sela Kašića. Od njega su ostale tek ruševine. Za nj su se otimali bosanski kraljevi, dubrovački velikani i trgovci. Kom je bio važno sjedište humske velikaške obitelji Sankovića. Glavna crkva u župi podignuta je u 12. stoljeću pored obale Neretve u selu Razićima i važnošću je bila veća od one na Biskupu gdje je bila obiteljska grobnica Sankovića. Pored crkve bilo je groblje. Na grobove su postavljani stećci. Da bi se osigurala važna prometnica i križanje puteva, podignut je grad Gradac koji nekad bio općinom. Carinarnica je djelovala u Komu, o čemu svjedoči dokument iz 1381. koji spominje ubiranje carine u ovom kraju. Trgovina je bila osobito razvijena u čemu su primat držali Dubrovčani. 15. svibnja 1391. im je vojvoda Radič Sanković izdao povelju da mogu trgovati po njegovim zemljama uključujući i Komsku župu. Pavao Anđelić je našao dokaz dubrovačke nazočnosti i trgovanja u ovom kraju, kad je 1960-ih istražujući grad Kom pronašao dubrovački groš. Vrela spominju i koncem 14. stoljeća kao župu, što je onda bilo rijetko, zato što su onda veći velikaški posjedi nazvani kneževinama. Komsko je područje od tog vremena prozvano Župa, čiji je naziv ostao do danas.
Sankovićima je Komska župa bila jedan od glavnih posjeda, premda su im obiteljski dvori bili u Zaboranima. Glavne gospodarske grane bile su ratarstvo, stočarstvo i rudarstvo. Na Kuli, u Razićima i Dudlama nalazili su se rudokopi. Stanovnici su također bavili se pčelarstvom, lovom i ribolovom, a seljani izabranih sela dobili su zadaću opskrbljivati Sankoviće medom, ribom, divljači i slično.
Osmanski sultan Mehmed Fatih poduzeo je pohod kojim je osvojen konjički kraj 1463. kad je osvojen i Kom. 22. lipnja 1463. godine vojska je bila u Nevesinju i njome je zapovijedao Mahmut-paša Anđelović i za nekoliko dana osvojio je Kom. Od početka srpnja pa do rujna traja protunapad hercega Stjepana Vukčića i njegovih sinova. Vratili su i Kom i okolinu. Dvije su godine Kosače upravljale Župom, sve do druge polovine 1465. godine. Sredinom 1465. godine Ish-beg Ishakobić provalio je s osmanskom vojskom u zemlju hercega Stjepana i okupirala ju, kad je pao i Kom. Prometnu važnost Župa je zadržala i dalje. Glavatičevo, središte Župe u prvim turskim vrelima spominje se pod imenom Podkom, kao sjedište upravne nahije Kom. Komska župa je postala nahija i pripala je blagajskom kadiluku, kako bilježi popis bosanskog sandžaka 1469. godine. Stanovništvo se otad islamizira. Bosanski krstjani bili su brojni u ovom kraju i neki su dugo ostali u svojoj vjeri prije nego što su prešli na islam. Godine 1537. godine spojena je Župa s hercegovačkom nahijom Neretva u jednu pod imenom Belgrad. Zbog važnosti u Glavatičevu je 1612. podignut kameni most, sličan onom u Konjicu, a graditelj je hadži Bali iz Mostara. Građen je kada je popravljan Karađozbegov most u Konjicu. S obje strane mosta bili su izrađeni hanovi u kojima su noćevali putnici za Sarajevo, Bjelimiće, Konjic ili Nevesinje. Pred kraj osmanskih vremena u administrativnim knjigama vođen kao Džemat Župa, kako je ostalo sve do dolaska Austro-Ugarske. Muslimansko stanovništvo snažno se oduprijelo austro-ugarskim snagama 1878. godine. Borbe su se nakon Vrapča vodile na desnoj obali Neretve. U Ribarima ispod Bajića glavice bio je veliki okršaj. 1882. godine za hercegovačkog ustanka zbio se veliki boj ustanika s austro-ugarskom vojskom. U prvoj bitci 150 ustanika pod vodstvom Sulejman-bega Šurkovića iz Bjelimića porazilo je austro-ugarsku vojsku kod mosta u Glavatičevu.